# Augsburg-Oberhausen
Augsburg-Oberhausen [ɔbɐˈhaʊ̯zn̩] ist ein Stadtteil im Nordwesten von Augsburg mit rund 25.000 Einwohnern. Er ist der II. Planungsraum der Stadt Augsburg und in fünf Stadtbezirke gegliedert. Der zweitgrößte Fluss Augsburgs, die Wertach, fließt durch Oberhausen. Westlich der Wertach befinden sich die vier Bezirke 19 Links der Wertach-Süd, 20 Links der Wertach-Nord, 21 Oberhausen-Süd und 22 Oberhausen-Nord. Östlich liegt der Bezirk 6 Rechts der Wertach. Er liegt genau zwischen Wertach und Lech, die an seinem nördlichsten Punkt zusammenfließen. Westlich von Oberhausen befinden sich die Stadtteile Kriegshaber und Bärenkeller. Die Südgrenze bilden die Innenstadt und die Eisenbahnlinie. Die Nordgrenze ist zugleich die Stadtgrenze.

## Charakterisierung

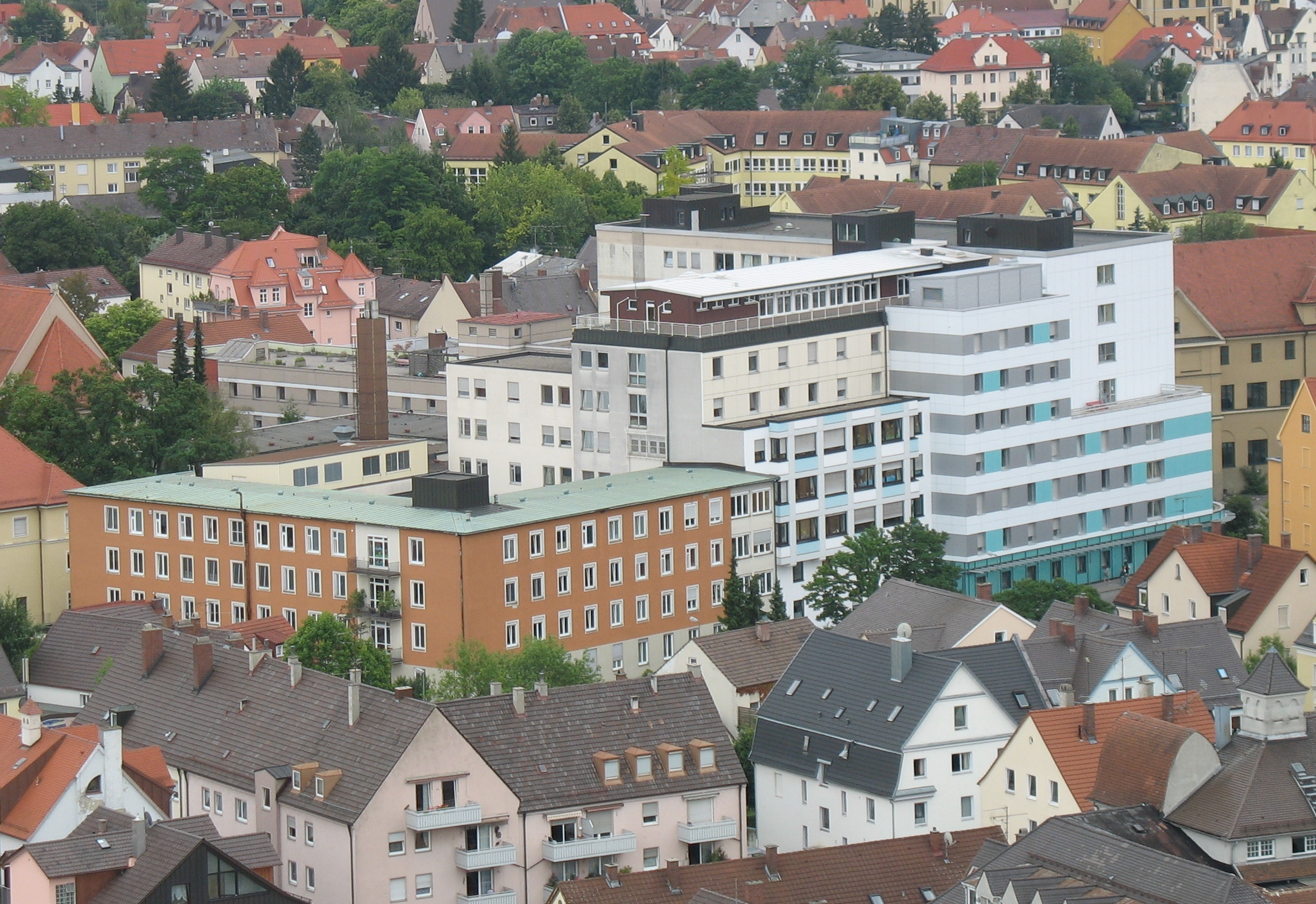
Krankenhaus Josefinum

Für Augsburg-Oberhausen städtebaulich prägend sind Arbeiterquartiere, die mit der industriellen Revolution entstanden sind. Das Gebiet wurde zwischen 1850 und 1900 vollständig bebaut und erschlossen. Aus dieser Zeit stammt auch der größte Teil des Gebäudebestands. Die Gebäude sind von der Struktur her mehrheitlich Einfamilien- und Zweifamilienhäuser. Schwerpunktmäßig entlang der Hauptverkehrsachsen Ulmer Straße und Donauwörther Straße gibt es Mehrfamilienhäuser mit vier, sechs oder mehr Wohnungen. Dort gibt es auch in größerem Umfang Einzelhandel, Handwerk und Dienstleistungen.
Insgesamt vermittelt Oberhausen sehr verschiedene Eindrücke. Geht man nördlich oder südlich der Ulmer Straße (um die Branderstraße bzw. den Hettenbach) spazieren, fühlt man sich in eine vergangene beschauliche kleinbürgerliche Zeit zurückversetzt. Dieser Teil von Oberhausen wird auch Hettenbachviertel nach dem gleichnamigen Bach genannt. Im Westen des Stadtteils ist ein großer stillgelegter Gaskessel des Gaswerks Augsburg weithin sichtbar. Dort befindet sich heute ein Museum. Außerdem finden dort Kulturveranstaltungen statt. Auch im Norden gibt es abrupte Wechsel. Nördlich und westlich des Eschenhofs befindet sich ein Gewerbegebiet mit Wohnungseinsprengseln. Dagegen ist, weniger als 100 Meter entfernt, an der Schönbachstraße eine Garten- und Neubausiedlung. Entlang der Wertach gibt es teilweise alten Baumbestand und viele Kleingartenanlagen.
Im Zuge des Programms Soziale Stadt Augsburg-Oberhausen wurden seit 2008 mehrere Verbesserungen für den Stadtteil erreicht. So wurden u. a. ein Förderprogramm für Hausfassaden aufgelegt, ein Nachbarschaftsgarten gegründet und ein lange gesperrter Wertachuferweg saniert und wiedereröffnet.
Im Vergleich zu den anderen Augsburger Stadtteilen besitzt Oberhausen den größten Anteil an Bürgern mit Migrationshintergrund. Bezogen auf die kleinteiligeren Stadtbezirke ist der Anteil am zweithöchsten. Die Zusammensetzung ist multikulturell. Die meisten Personen kommen aus dem Gebiet der ehemaligen Sowjetunion, gefolgt von der Türkei und dem Gebiet des ehemaligen Jugoslawien.
Nach dem Komponisten Werner Egk, der in Augsburg-Oberhausen aufwuchs, ist eine Grundschule benannt.
In Oberhausen befinden sich viele Imbissbuden mit Heimservice und einfache Kneipen. Beim Oberhauser Bahnhof gibt es ein gutbürgerliches Gasthaus, an der Dieselbrücke ein gehobenes italienisches Restaurant.

## Geschichte

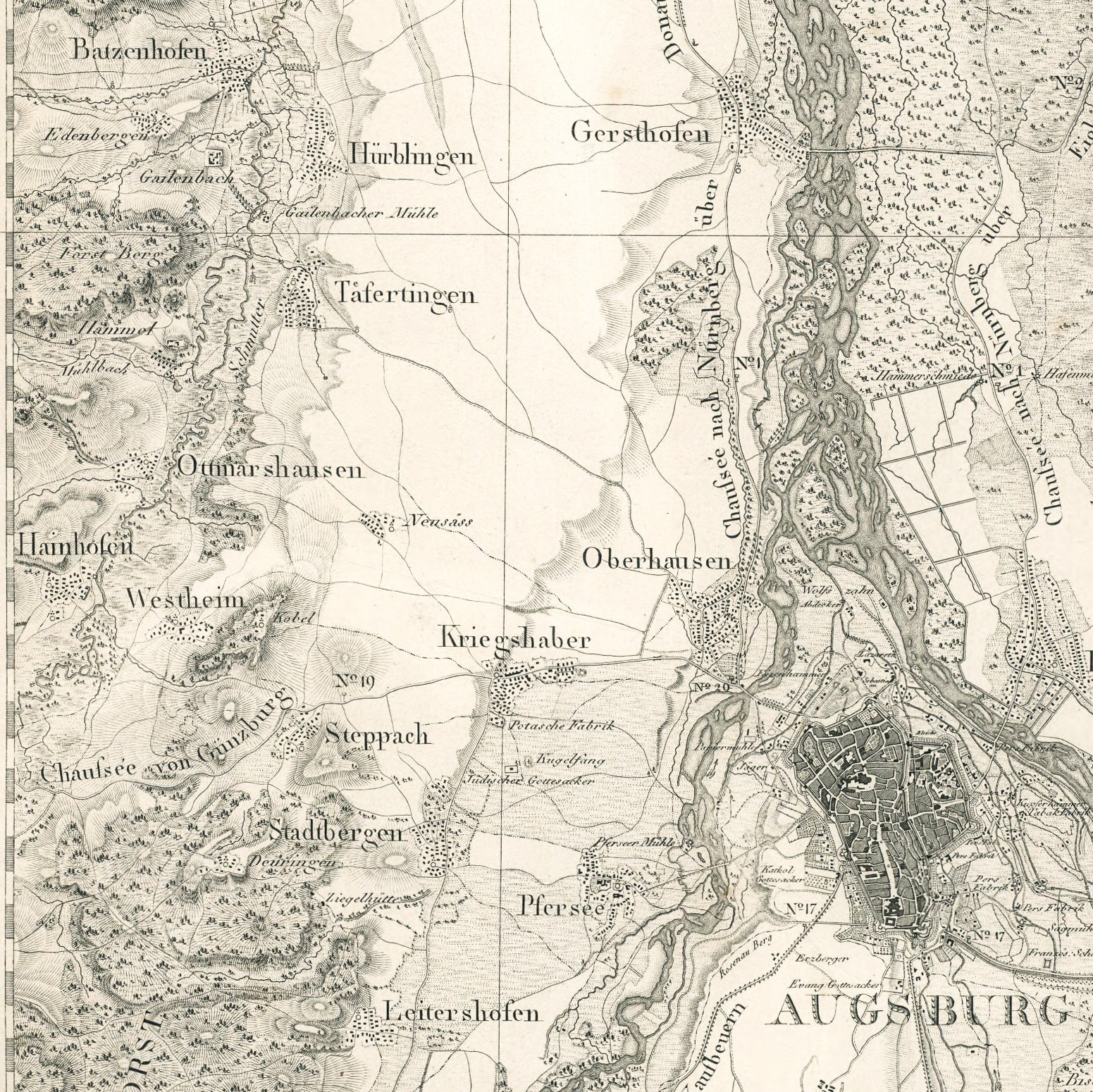
Oberhausen auf einer topographischen Karte, vor 1830

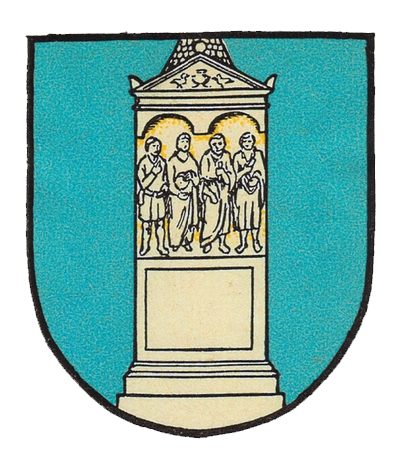
Ehemaliges Wappen des Marktes Oberhausen

Obwohl Oberhausen von den Alemannen im 8. oder 9. Jahrhundert gegründet wurde, befand sich an dieser Stelle bereits um 15 v. Chr. ein römisches Militärlager (siehe Augusta Vindelicum). Die erste urkundliche Erwähnung fand im Jahr 1150 statt. Aus dieser Zeit sollen auch die älteren Teile der Pfarrkirche St. Peter und Paul stammen, deren heutiger Bau 1604 errichtet wurde. Aufgrund seiner Nähe zur Augsburger Innenstadt wurde das Dorf Oberhausen im Mittelalter häufig von Feinden überfallen. In diesem Zusammenhang ist besonders der Dreißigjährige Krieg zu nennen.
Mit den Anfängen der Industrialisierung im 19. Jahrhundert wandelte sich Oberhausen in einen Industriearbeitervorort. Der damit verbundene Einwohneranstieg machte den Bau verschiedener sozialer Einrichtungen notwendig. Neben dem Bau von Schulen und Gotteshäusern wurde im Jahre 1902 das Josefinum eingeweiht. Dieses Krankenhaus existiert bis heute und zählt zu den großen deutschen Geburtskliniken und Kinderkrankenhäusern.
Durch die hohen Bau- und Unterhaltskosten der neuen öffentlichen Gebäude und der Kanalisation sah sich der Markt Oberhausen gezwungen, seine Selbstständigkeit aufzugeben. Am 1. Januar 1911 wurde Oberhausen in die Stadt Augsburg eingegliedert.

## Sehenswürdigkeiten

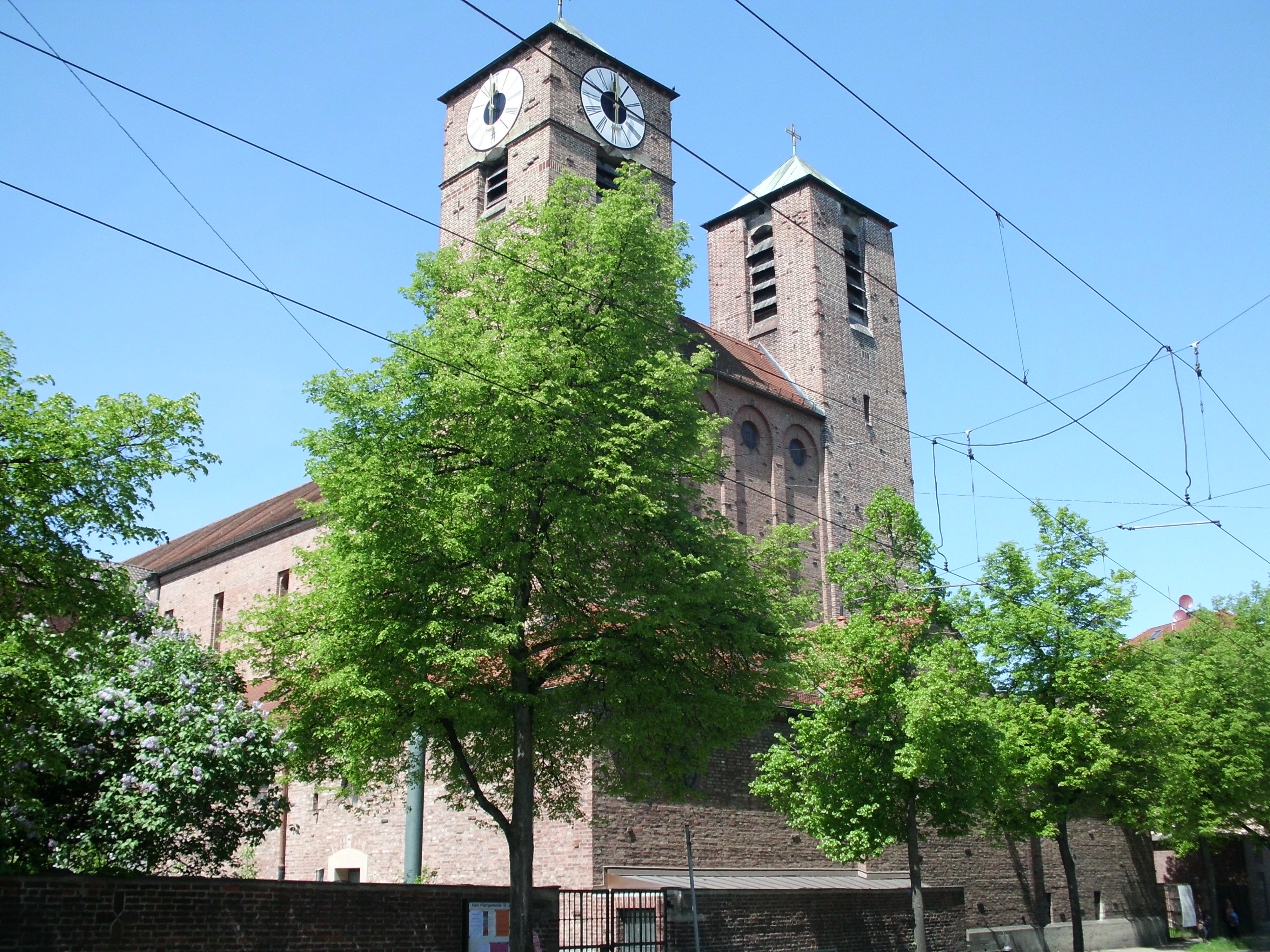
Katholische Kirche St. Joseph

- Oberhauser Museumsstüble: Das Museumsstüble in Oberhausen ist der Geschichte des über viele Jahrhunderte selbstständigen Stadtteils gewidmet, der 1911 nach Augsburg eingemeindet wurde. Es befindet sich nach dem Auszug aus der Zollernstraße seit September 2024 im Ofenhaus auf dem Gaswerkareal.[5]
- Museum im Gaswerk Augsburg: Der Verein Gaswerksfreunde Augsburg e. V. hat in der ehemaligen Elektro-Zentrale des Gaswerks in Oberhausen eine Ausstellung über die Geschichte der Gasversorgung eingerichtet, die auch verschiedene Dieselmotoren und Gasgeräte beherbergt.

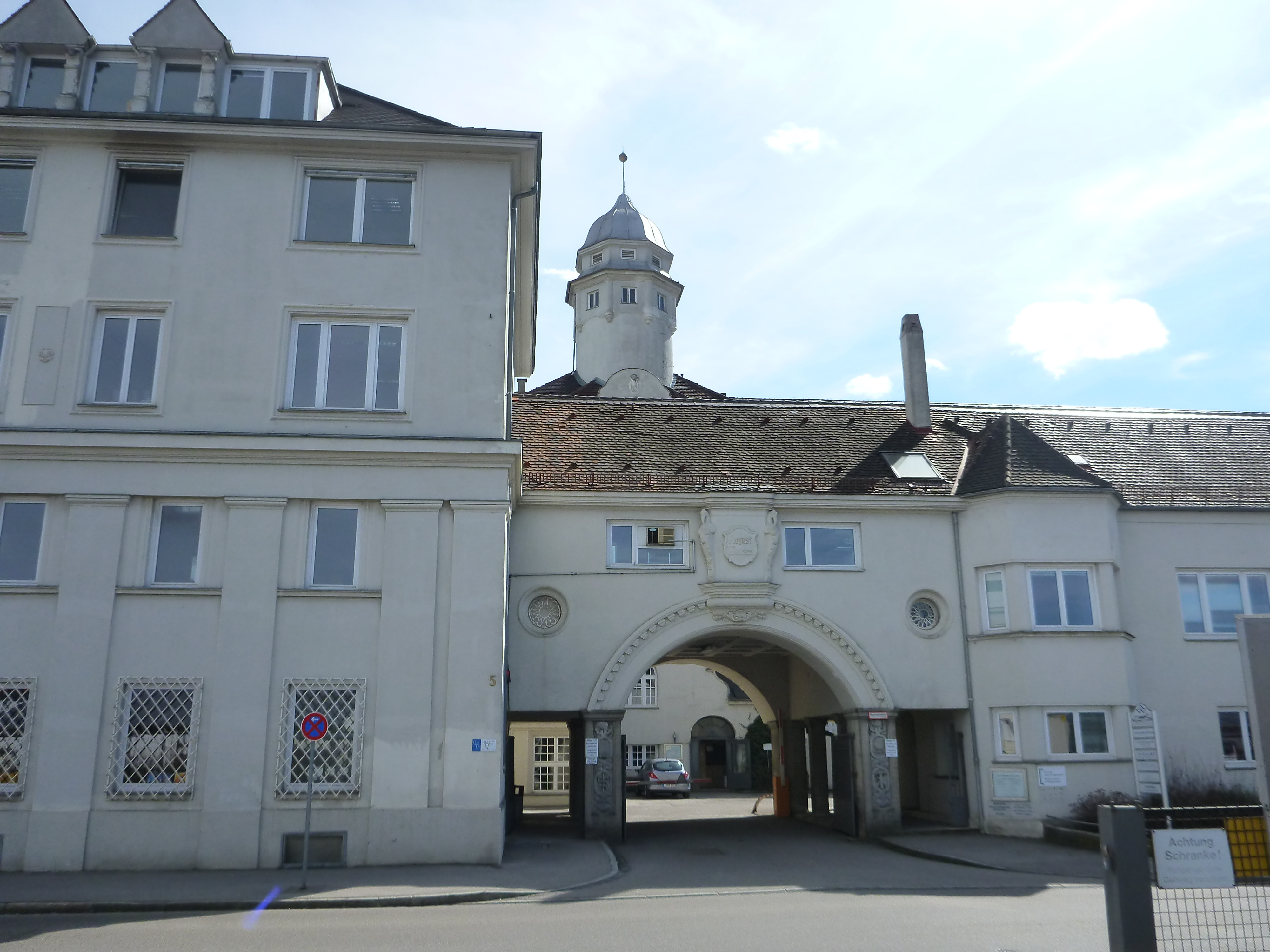
Schuhfabrik Berneis-Wessels

- Ehemalige Vereinigte Schuhfabrik Berneis-Wessels[6][7]
- Gebäude der Deutschen Rentenversicherung Schwaben: In der Nähe der Dieselbrücke bezog 2001 die Deutsche Rentenversicherung Schwaben ein neues Haus. Es handelt sich hierbei um ein architektonisch auffälliges Glasgebäude, das über 200 Meter lang ist und vom Mühlbach durchflossen wird.
- Mazda-Museum Augsburg im historischen Straßenbahndepot am Senkelbach mit mehreren Fahrzeugen der Marke Mazda und Erläuterungen zu deren Geschichte

siehe auch:

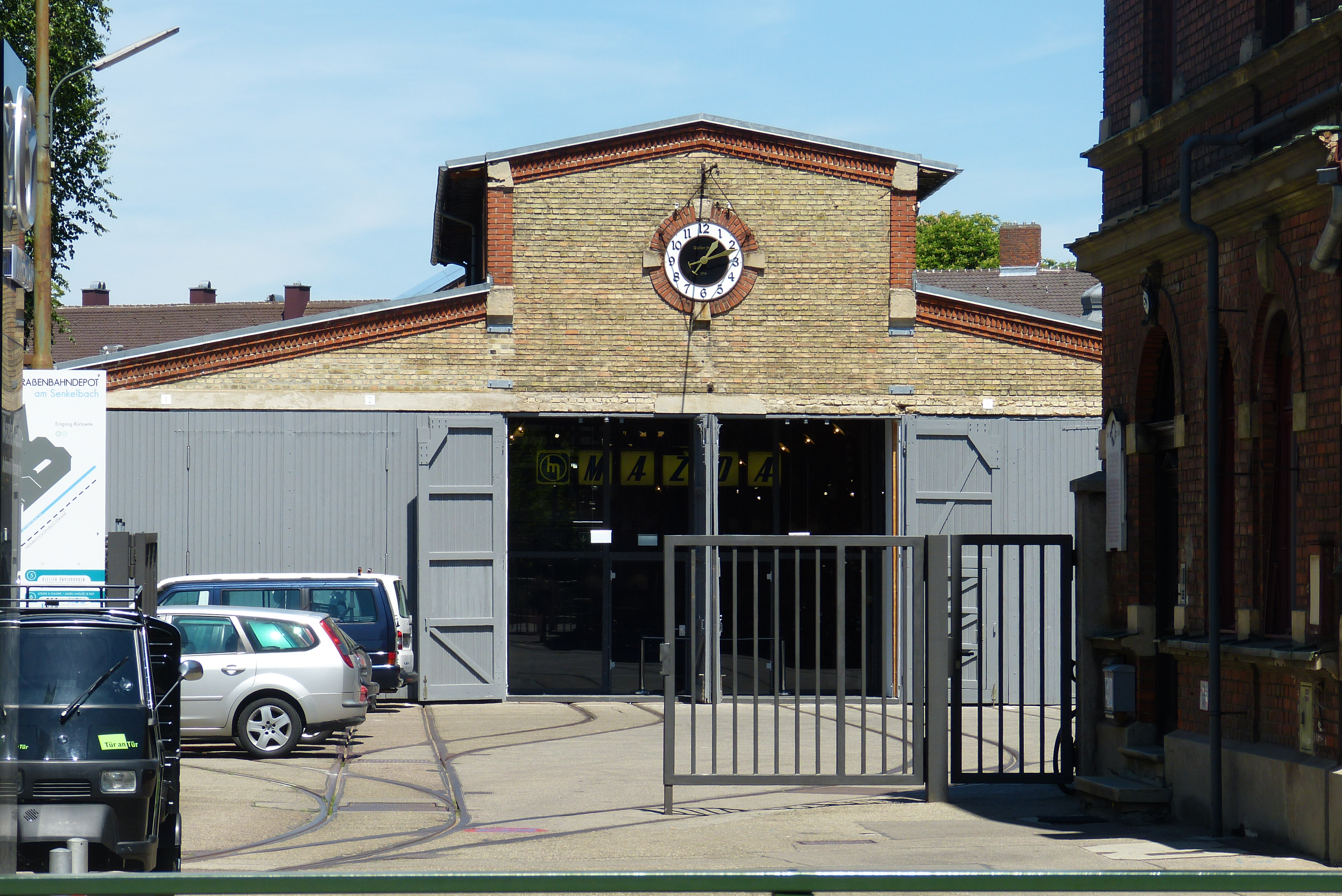
Mazda-Museum Augsburg

- Liste der Baudenkmäler in Augsburg-Rechts der Wertach
- Liste der Baudenkmäler in Augsburg-Links der Wertach
- Liste der Baudenkmäler in Augsburg-Oberhausen-Süd
- Liste der Baudenkmäler in Augsburg-Oberhausen-Nord

## Vereine
- BC Augsburg-Oberhausen e. V.
- Boxsportclub Bayern 02 e. V.
- DJK Augsburg-West e. V.
- FC Augsburg (Oberhausen ist der Sitz des FC Augsburg. Hier befanden sich bis vor kurzem auch die Geschäftsstelle und das Trainingsgelände des Vereins)
- Freiwillige Feuerwehr Oberhausen – Augsburg e. V.
- Schützengesellschaft „Adler“ Augsburg-Oberhausen e. V.
- TSV 1871 Augsburg e. V.
- Schachfreunde Augsburg e. V.

In Oberhausen haben sich viele landsmannschaftliche Vereine gegründet, darunter:
- Aramäischer Kulturverein
- Casa Portuguesa em Augsburg e. V.
- Chin-Gemeinde
- Deutsch-Mazedonischer Kulturverein
- Deutsch-Thailändische Gesellschaft
- Italienischer Familienverein e. V.
- Mesopotamien-Verein Augsburg e. V.

Ebenso gibt es Sportvereine verschiedener Kulturen:
- Hellas Augsburg e. V.
- Mesopotamien
- SOV Aramäer
- TJK Nizam-i Alem e. V.

Geschichtliche Vereine von Oberhausen:
- Gaswerksfreunde Augsburg e. V.
- Trägerverein Oberhauser Museumsstüble

Da Oberhausen durch den hohen Ausländeranteil ein Stadtviertel mit vielen Familien und einem sehr niedrigen Durchschnittsalter ist, existiert auch ein Jugendhaus (H2O Jugendhaus).
In diesem Stadtteil befindet sich auch eine von sieben Freiwilligen Feuerwehren der Stadt.

## Kirchen und Religionsgemeinschaften

### Evangelische Kirchen
- St. Johannes

### Katholische Kirchen
- St. Peter und Paul
- St. Martin
- St. Joseph

### Syrisch-orthodoxe Kirche
- Hl. Maria

### Islamische Gemeinden
- VIKZ Moschee Eschenhof
- Moschee des Islam-Albanischen Kulturvereins
- Bait-un-Naseer Moschee

## Wirtschaft

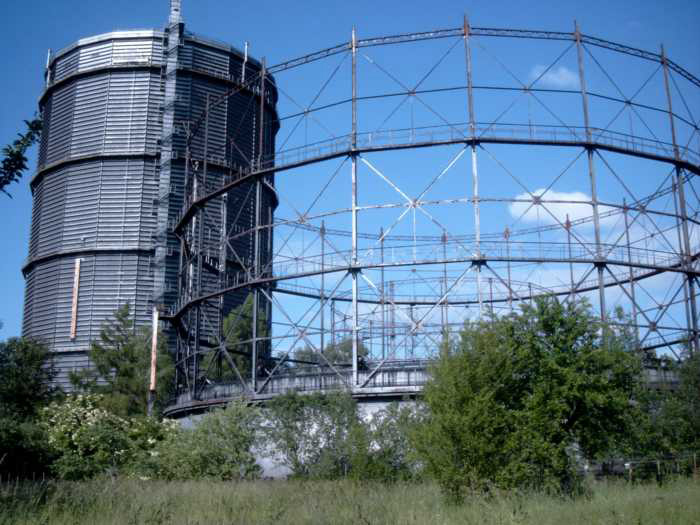
Scheiben- und Teleskopgasbehälter im Gaswerk Augsburg

Neben einer Vielzahl von Klein- und Familienbetrieben sind in Oberhausen verschiedene große Betriebe und Unternehmen ansässig. Besonders die hohe Zahl an Beschäftigten im Bereich der Mechatronik verleiht Oberhausen einen hohen Stellenwert in der industriellen Produktion in Augsburg.
Zu den industriellen Unternehmen zählen beispielsweise manroland und MAN Energy Solutions (früher MAN Diesel & Turbo) sowie WashTec und Brunnhuber Krane. Im Bereich von Einzelhandelsunternehmen sind Media Markt und Baumarktketten wie Bauhaus vorhanden.

### Industrie und Gewerbeunternehmen
- August Wessel Schuhfabrik (heute Labor Dr. Schottdorf, Syscomp)
- Containerbahnhof
- Deuter AG
- Baywa
- Kunz Schrotthandel
- Sailer Mineralölhandel GmbH
- Synlab

### Ehemalige Industrie und Gewerbeunternehmen
- August-Wessel'sche Schuhfabrik
- Ballonfabrik Augsburg
- Blaugasfabrik
- Cema – Central Molkerei Augsburg (später Allgäuland)
- Coca-Cola GmbH
- Gaswerk-Augsburg-Oberhausen
- Weberei Landauer
- Elbeo-Werke
- Music Hall (später Rockfabrik)

### Öffentliche Einrichtungen
- Deutsche Rentenversicherung Schwaben

## Verkehr
Die Hauptverkehrsachsen sind die Donauwörther Straße in Nord-Süd-Richtung und die Ulmer Straße in Ost-West-Richtung.
Oberhausen besitzt mit dem Bahnhof Augsburg-Oberhausen einen wichtigen Verknüpfungspunkt zwischen Regional- und Stadtverkehr – die meisten Regionalzüge, die Augsburg nach Norden oder Westen verlassen, halten in Augsburg-Oberhausen. Mit den AVG-Straßenbahnlinien 2 und 4 sowie zahlreichen AVV-Regionalbussen ist Oberhausen sehr gut erreichbar. Von 1943 bis 1959 bediente außerdem der Oberleitungsbus Augsburg den Stadtteil.